# 제15회 일본 중의원 의원 총선거
제15회 일본 중의원의원 선거는 1924년 1월 31일 일본에서 치러진 중의원의원의 선거다.

## 선거 결과
| 정당       | 의석수 |
| ---------- | ------ |
| 헌정회     | 151석  |
| 정우본당   | 116석  |
| 입헌정우회 | 100석  |
| 중정구락부 | 42석   |
| 혁신구락부 | 30석   |
| 실업동지회 | 8석    |
| 무소속     | 17석   |
| 합계       |        |

헌정회, 정우본당의 연립내각이 성립하였다.